# Gustav Waldemar von Rauch

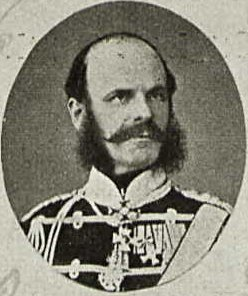
General der Kavallerie Gustav Waldemar von Rauch

General Gustav Waldemar von Rauch, Fotografie von Joseph Bamberger, Frankfurt a. M. (aus Foto-Sammelalbum von 1870)

Gustav Waldemar von Rauch (* 30. Januar 1819 in Berlin; † 7. Mai 1890 ebenda) war ein preußischer General der Kavallerie.

## Leben

### Herkunft
Seine Eltern waren der spätere preußische General der Infanterie und Kriegsminister Gustav von Rauch und dessen zweite Ehefrau Rosalie, geborene von Holtzendorff (1790–1862). Rauch war ein Enkel des Generalmajors Bonaventura von Rauch. Der Hofmarschall Adolf von Rauch (1805–1877), die zweite, morganatische Ehefrau des Kaiser-Bruders Albrecht von Preußen Rosalie von Hohenau (1820–1879), der Oberstallmeister der deutschen Kaiser und preußischen Könige Fedor von Rauch (1822–1892) und der General der Infanterie Albert von Rauch (1829–1901) waren seine Geschwister.

### Militärkarriere
Rauch strebte – wie sein Vater und sein Großvater – zunächst eine technisch orientierte Offizierkarriere an. 1836 trat er in Berlin als Kanonier in die berittene  Garde-Artilleriebrigade der Preußischen Armee ein und wurde dort 1837 Portepeefähnrich. Im Anschluss war er bis 1839 zur Vereinigten Artillerie- und Ingenieurschule in Charlottenburg kommandiert und dabei 1838 zum Sekondeleutnant befördert worden.
Rauch trat dann zur Kavallerie über. 1841 wurde er in das 2. Garde-Ulanen-Regiment nach Potsdam versetzt. Als Premierleutnant gehörte er dem ebenfalls in Potsdam stationierten 1. Garde-Ulanen-Regiment an. Seiner wissenschaftlich-technischen Begabung folgend wurde er von 1845 bis 1847 zum Topographischen Büro, einer Unterabteilung des Generalstabs in Berlin, kommandiert. 1848 erhielt Rauch eine Verwendung als Attaché an der preußischen Gesandtschaft am russischen Zarenhof in Sankt Petersburg.
Von dort wurde er 1852 in den Großen Generalstab kommandiert und zum Rittmeister befördert. Zwischen 1853 und 1860 diente Rauch als Generalstabsoffizier, und zwar in den ersten Jahren im Generalstab des VI. Armee-Korps in Breslau und anschließend im Generalstab der 12. Division in Neiße. Mit der Versetzung in den Generalstab wurde sein Rang vom Rittmeister in den eines Hauptmanns angepasst. 1856 erfolgte seine Beförderung zum Major.
1860 wurde ihm das Kommando über das 8. Husaren-Regiment in Neuhaus übertragen. Seit 1861 Oberstleutnant wechselte Rauch 1862 an die Spitze des 11. Husaren-Regiments in Düsseldorf. Dort erfolgte seine Beförderung zum Oberst. Im Krieg gegen Österreich führte Rauch sein Regiment in der Schlacht bei Königgrätz mit Auszeichnung. Danach führte er kurzzeitig die Trierer 16. Kavallerie-Brigade. Wenige Monate später wurde er zum Kommandeur der neu aufgestellten
21. Kavallerie-Brigade in Frankfurt am Main ernannt und im selben Jahr zum Generalmajor befördert. Sein vorgesetzter Divisionskommandeur, der Generalleutnant Leopold Hermann von Boyen, hob in einer Beurteilung Rauchs hervor: „General von Rauch füllt seine Stelle in anerkennenswerter Weise aus, läßt den Regimentskommandeuren freien Spielraum und versteht, seine Brigade recht gut zu exerzieren.“ Der Kommandierende General des übergeordneten XI. Armee-Korps, der General der Infanterie Heinrich von Plonski, ergänzte die Beurteilung des Divisionskommandeurs um die Stellungnahme: „Der Generalmajor von Rauch besitzt Intelligenz, Gewandtheit und viel Rührigkeit, so daß seine Einwirkung auf Untergebene sehr anregend ist, ohne deren Wirksamkeit und Selbständigkeit zu beschränken. Vor der Front sicher, führt er seine Truppen im Terrain mit Umsicht und Gewandtheit, zeigt gutes Urteil und schnellen Entschluss. Er ist ein guter Brigadekommandeur.“
Bei der Mobilmachung anlässlich des Krieges gegen Frankreich übernahm Rauch das Kommando über die mobile 15. Kavallerie-Brigade. An deren Spitze erlitt er am 16. August in der Schlacht bei Vionville durch Granateinwirkung eine schwere Verwundung an rechter Kniescheibe sowie linker Bauchseite. Nach seiner Wiederherstellung wurde er Ende Mai 1871 Kommandant von Frankfurt am Main und Mitte August 1871 Generalleutnant. 1872 erhielt Rauch das Kommando über die 9. Division in Glogau. Das Kommando gab er krankheitsbedingt 1879 ab, um zugleich zu den Offizieren von der Armee überführt zu werden. Unter Verleihung des Charakters als General der Kavallerie wurde Rauch mit Pension zur Disposition gestellt. Gleichzeitig ernannte ihn Kaiser Wilhelm I. zum Chef der Landgendarmerie mit der Berechtigung, die aktiven Dienstzeichen zu tragen.
Anlässlich seines 50-jährigen Dienstjubiläums erhielt Rauch 1886 das Patent zu seinem Dienstgrad. Unter Verleihung des Großkreuzes zum Roten Adlerorden trat Rauch am 2. August 1888 in den Ruhestand. Nachfolger als Chef der Landgendarmerie wurde sein Bruder General der Infanterie Albert von Rauch.

Als pensionierter General lebte Gustav Waldemar von Rauch in der Berliner Mohrenstr. 54.

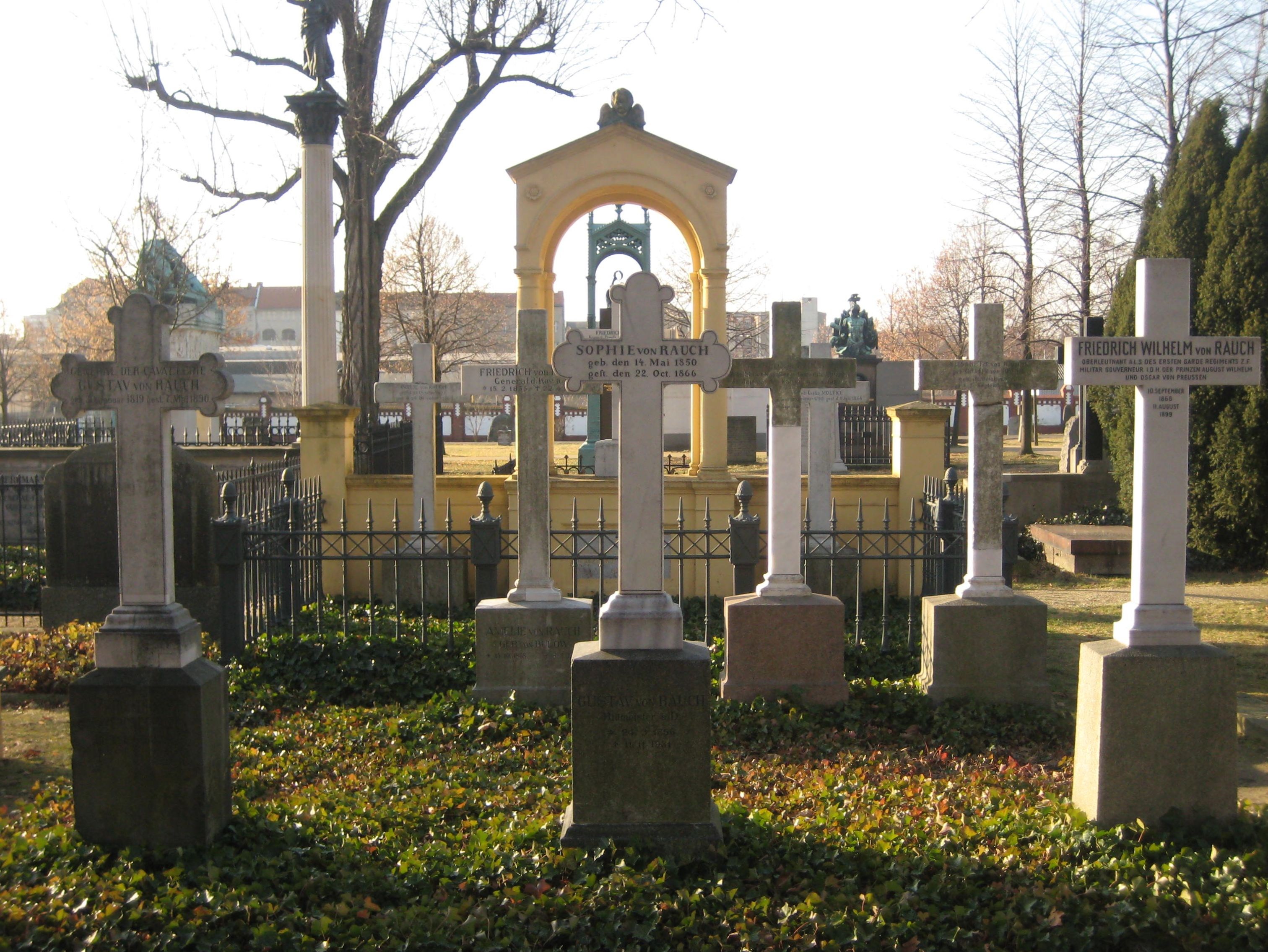
Grab von General der Kavallerie Gustav Waldemar von Rauch (vorn links) und seiner Tochter Sophie von Rauch (Mitte) auf dem Berliner Invalidenfriedhof

### Grab auf dem Berliner Invalidenfriedhof
Rauch verstarb 1890 in Berlin. Er wurde auf dem Invalidenfriedhof in der Rauchschen Grablege in der Nähe des Berliner Ehrengrabs seines Vaters Gustav von Rauch beigesetzt. Neben ihm ist seine Tochter Sophie von Rauch bestattet. Die Gräber sind erhalten.
Die Grablege der Familie von Rauch wurde vom preußischen König Friedrich Wilhelm IV. gestiftet und von seinem Hofarchitekten Friedrich August Stüler entworfen.
Die Familiengrabanlage liegt nur wenige Meter von der einstigen Berliner Mauer entfernt. Sie konnte nach der deutschen Wiedervereinigung in den 1990er Jahren durch die Gartendenkmalpflege des Landesdenkmalamtes Berlin restauriert werden. Die Restaurierung förderten der Bund, die Stiftung Deutsche Klassenlotterie Berlin und der Förderverein Invalidenfriedhof e. V.

### Porträtzeichnung von Wilhelm Hensel
Der Maler Wilhelm Hensel, Ehemann von Fanny Hensel und Schwager Felix Mendelssohn Bartholdys, fertigte von Gustav Waldemar von Rauch eine Porträtzeichnung während einer Kur in Karlsbad 1857. Die Zeichnung befindet sich im Bestand des Kupferstichkabinetts der Staatlichen Museen zu Berlin.

### Familie
Rauch heiratete 1848 in Sankt Petersburg während seiner Zeit als Attaché an der preußischen Gesandtschaft Polyxena von Stéritsch (1828–1859); sie entstammte einer russischen Adelsfamilie. Das Ehepaar hatte fünf Kinder:
- Alexis (*/† 1849)
- Sophie (1850–1866)
- Nikolaus (1851–1904), preußischer Oberst und Kommandeur der 29. Kavallerie-Brigade ⚭ 1883 Maria von Bodelschwingh (1860–1944), Tochter des Landrats Ernst von Bodelschwingh und dessen Ehefrau Marie geborene Freiin von Bodelschwingh-Plettenberg, Enkelin des preußischen Finanzministers Carl von Bodelschwingh und Nichte von Pastor Friedrich von Bodelschwingh, dem Begründer der v. Bodelschwinghschen Stiftungen Bethel
- Elisabeth (1852–1853)
- Polyxene (1853–1931)